# Chrysomima semilutearia
Chrysomima semilutearia là một loài bướm đêm trong họ Geometridae.